# قوي الذاكرة
يشير وصف قوي الذاكرة أو خبير الذاكرة (بالإنجليزية: Mnemonist) إلى الفرد الذي يمتلك القدرة على تذكر واسترجاع قوائم طويلة جداً من البيانات، مثل الأسماء الغريبة، وقوائم الأرقام، والمدخلات في الكتب، وغيرها. وبعض خبراء الذاكرة يتذكرون النصوص مثل القصائد الطويلة، والخطب، أو حتى كتب كاملة من الأدب الخيالي أو غير الخيالي. ويُشار إلى أن المصطلح يأتي من الاستذكار، الذي يدل على استراتيجية دعم الذاكرة (مثل طريقة قصر الذاكرة أو النظام الرئيس)، ولكن لا يستخدم جميع أقوياء الذاكرة تقنيات قصر الذاكرة أو النظام الرئيس. ومن الممكن أن تكون لديهم قدرات استرجاع وتذكر متفوقة بشكل طبيعي، بالإضافة إلى (أو بدلاً من) الاعتماد على التقنيات.

## هيكل مهارات أقوياء الذاكرة
في حين تثير مهارات أقوياء الذاكرة الفطرية جدلًا، فإن الأساليب التي يستخدمونها للتذكر والاسترجاع موثقة بشكل جيد. فقد درس العديد من أقوياء الذاكرة في مختبرات علم النفس على مدى القرن الماضي، ووجد أن معظمهم يستخدمون أجهزة مساعدة للذاكرة. حاليا، قال جميع بطلي الذاكرة في بطولة العالم للذاكرة إنهم يستخدمون استراتيجيات ذاكرة مساعدة مثل طريقة قصر الذاكرة لتحقيق إنجازاتهم المذهلة في الذاكرة.
اقترح كل من كيه. آندرز إريكسون وبيل تشيس نظرية الذاكرة الماهرة لشرح فاعلية أجهزة المساعدة في الذاكرة في خبرة الذاكرة. على وجه العموم، تتسع الذاكرة القصيرة المدى على سبعة عناصر؛ ومع ذلك، يجب التغلب على هذا القيد من أجل حفظ سلاسل طويلة من المعلومات غير المتصلة. تتضمن نظرية الذاكرة الماهرة ثلاث خطوات: الترميز المعنوي، وهيكل الاسترجاع، وتسريع الذاكرة.

### الترميز
في عملية الترميز، ترمز المعلومات بالاعتماد على هياكل المعرفة من خلال الارتباطات المعنوية. ويمكن أن ينطوي هذا في البداية على تقسيم القوائم الطويلة إلى أجزاء أكثر إدارةً وتناسبًا مع قدرة الذاكرة العاملة. وتشير التقارير اللفظية لخبراء الذاكرة إلى تجميع ثابت لثلاثة أو أربعة عناصر. ويمكن حفظ سلسلة أرقام مثل 1-9-4-5، مثلاً، باستخدام التعبير "عام انتهاء الحرب العالمية الثانية". وقد ذكر لوريا أن سولمان شيريشيفسكي يستخدم الإحساس المرافق لربط الأرقام بالكلمات عن طريق تصويرها كصور مرئية أو ألوان لترميز المعلومات المقدمة له، ولكن لم يفصل لوريا بوضوح بين الإحساس المتعدد الحواس وتقنيات الذاكرة مثل طريقة الموقع وأشكال الأرقام. واستخدم آخرون ممّن درست حالتهم أوقات السباق أو معلومات تاريخية مثلاً لترميز المعلومات الجديدة. وهذه مدعومة بالدراسات التي أظهرت أن المعرفة السابقة بشأن موضوع معين تزيد من قدرة الشخص على تذكره. فعلى سبيل المثال، يمكن لخبراء الشطرنج حفظ مزيد من قطع الشطرنج خلال مباراة مستمرة منها مقارنة بلاعب الشطرنج المبتدئ. ومع ذلك، فإن العلاقة بين الخبرة في الذاكرة والذكاء العام، كما أن القياس بمعيار نسبة الذكاء أو عامل جي للذكاء، ليس متطابقًا تمامًا. فقد تبين أن العديد من خبراء الذاكرة يتمتعون بمستوى متوسط إلى متفوق في هذين المعيارين، ولكنهم ليسوا استثنائيين.

### الاسترجاع
الخطوة التالية هي إنشاء هيكل استرجاع يمكن استدعاء الارتباطات من خلاله. يؤدي الهيكل الذي يحوي الدلائل الاسترجاعية والتي لا يتطلب استخدام الذاكرة العاملة، ويستخدم للحفاظ على ترتيب العناصر المراد تذكرها. تشير التقارير اللفظية لخبراء الذاكرة إلى وجود طريقتين بارزتين لاسترجاع المعلومات: الأفرع الهرمية وطريقة قصر الذاكرة. وتنظم هياكل الاسترجاع هرميًا، ويمكن اعتبارها على أنها أفرع تُنشط عند استرجاع المعلومات. وتشير التقارير اللفظية إلى وجود هياكل استرجاع مختلفة لدى خبراء الذاكرة. فمثلاً، يقسم خبير الذاكرة إحدى الأعداد إلى مجموعات، والمجموعات إلى مجاميع فائقة، والمجاميع الفائقة إلى مجاميع من المجاميع الفائقة. ومع ذلك، فإن أكثر الطرق شيوعًا لهيكل الاسترجاع هي طريقة قصر الذاكرة.

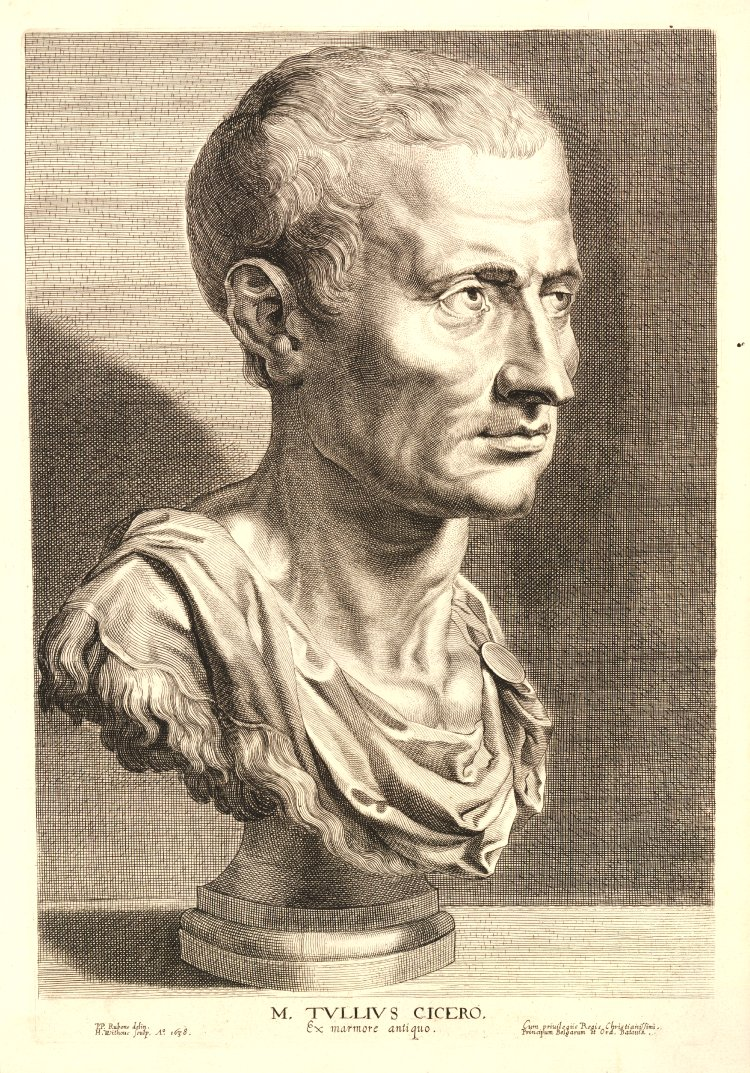
ناقش شيشرون طريقة قصر الذاكرة في كتابة الخطابة (كتاب)

### طريقة قصر الذاكرة
طريقة قصر الذاكرة هي "استخدام ترتيب منظم للمواقع بحيث يمكن للشخص أن يضع فيه صور الأشياء أو الأشخاص الذين ينبغي تذكرهم." وتكون عملية الترميز من خلال ثلاث خطوات. أولاً، يجب حفظ المنطقة المعمارية، مثل المنازل الموجودة في الشارع. ثانيًا، يجب أن يكون كل عنصر يجب تذكره بصورة منفصلة. أخيرًا، يمكن توزيع هذه المجموعة من الصور في "موضع"، أو وضعها داخل المنطقة المعمارية بترتيب محدد مسبقًا. بعد ذلك، عندما يحاول الشخص تذكر المعلومات، يتعين على أقوياء الذاكرة الاستذكار ببساطة من خلال "السير" في الشارع، ورؤية كل رمز، واستدعاء المعلومات المرتبطة به. وأحد الأمثالة على أقوياء الذاكرة الذين استخدموا هذه الطريقة هو سولمان شيريشيفسكي. كان يستخدم شارع غوركي، شارعه الخاص. فعندما يقرأ، ستشكل كل كلمة صورة بيانية. ثم يضع هذه الصورة في مكان على طول الشارع؛ في وقت لاحق، وحينما يحتاج إلى تذكر المعلومات، كان بكل بساطة "يتجول" في الشارع مرة أخرى لاستدعاء المعلومات الضرورية.
أظهرت دراسات التصوير العصبي نتائج تدعم طريقة قصر الذاكرة بوصفها طريقة استرجاع عند متسابقي الذاكرة من العالميين. فقد سجل التصوير بالرنين المغناطيسي الوظيفي نشاط المخ عند خبراء الذاكرة ومجموعة التحكم أثناء حفظهم لبيانات مختارة. وأظهرت الدراسات السابقة أن تعليم مجموعة ضابطة طريقة قصر الذاكرة يؤدي إلى تغييرات في تنشيط الدماغ أثناء الحفظ. وتمشيًا مع استخدامهم لهذه الطريقة، كان لخبراء الذاكرة نشاط أعلى في الفص الجداري، والقشرة الخلفية، والحُصين الخلفي الأيمن؛ إذ ربطت مناطق الدماغ هذه بالذاكرة المكانية والتجول. وكانت هذه الاختلافات ملحوظة حتى عندما كان خبراء الذاكرة يحاولون حفظ المنبهات، مثل رقاقات الثلج، حيث لم يظهروا قدرة أعلى من المجموعة الضابطة.

### التسريع
الخطوة النهائية في نظرية الذاكرة المهارية هي التسريع. فمع الممارسة، يمكن تقليل الوقت اللازم لعمليات الترميز والاسترجاع بشكل كبير. وبالتالي، يمكن تخزين المعلومات في غضون بضع ثوانٍ. وبالفعل، يعتبر عامل الخلط في دراسة الذاكرة هو أن الموضوعات غالبًا ما يتحسنون من يومٍ لآخر بمجرد إجراء الاختبارات مرارًا وتكرارًا.

## مهارة مكتسبة أو قدرة فطرية
لقد درس العديد من العلماء بشكل شامل مسألة الفطرة في الأداء الخبير في مجال الذاكرة، وهي مسألة لازالت غير محسومة بشكل نهائي.

### دليل على أن الذاكرة مهارة مكتسبة
هناك الكثير من الأدلة التي تشير إلى أن الخبرة في الذاكرة هي مهارة يمكن اكتسابها فقط من خلال ساعات من الممارسة المتعمدة. وعلى سبيل القصة، ينكر جميع المتنافسين في بطولات الذاكرة العالمية مثل بطولة العالم للذاكرة وبطولة الذاكرة القصوى أي قدرة على الذاكرة الفوتوغرافية؛ بدلاً من ذلك، يمتلك هؤلاء الخبراء متوسط 10 سنوات من الممارسة في استراتيجيات الترميز. وتشير مجموعة أخرى من الأدلة إلى التفوق الفطري في الذاكرة إلى خصوصية خبرة الذاكرة عند أقوياء الذاكرة. على سبيل المثال، على الرغم من أن خبراء الذاكرة لديهم قدرة استثنائية على تذكر الأرقام، فإن قدرتهم على تذكر العناصر غير المرتبطة التي يصعب ترميزها، مثل الرموز أو الثلوج، هي نفس قدرة الشخص العادي. ونفس الشيء ينطبق على خبراء الذاكرة في مجالات أخرى: تشير الدراسات التي تعنى بحساب الأرقام الذهني وخبراء الشطرنج إلى نفس الخصوصية للذاكرة الفائقة. في بعض الحالات، قد تتعطل أنواع أخرى من الذاكرة، مثل الذاكرة البصرية للوجوه.
ثمة دليل آخر على أن الخبرة في الذاكرة هي قدرة يمكن اكتسابها هي حقيقة أن الأفراد المتفانين يمكنهم تحقيق مكاسب استثنائية في الذاكرة عند تعريتهم لتقنيات الذاكرة وإعطائهم فرصة للتدريب. على سبيل المثال، أحد الأشخاص وسوف نطلق عليه أس. أف. وهو طالب جامعي ذو ذكاء متوسط، نجح في تحقيق أداء عالمي في الذاكرة بعد مئات الساعات من الممارسة على مدى عامين. فقد تحسنت ذاكرته بأكثر من 70 انحرافًا معياريًا، وكان امتداد ذاكرته للأرقام يبلغ 80 رقمًا، وهو أعلى من طول انتباه الأرقام لجميع خبراء الذاكرة الذين سجلوا سابقًا. وبالمثل، يظهر البالغون ذوو الذكاء المتوسط الذين يتعلمون استراتيجيات الترميز مكاسب كبيرة في أدائهم في الذاكرة. وأخيرًا، أجريت دراسات تصوير الدماغ على خبراء الذاكرة ومقارنتها بمجموعة ضابطة ولم يظهر أي اختلافات تشريحية منهجية في الدماغ بين خبراء الذاكرة ومجموعة الضابطة. وعلى الرغم من وجود فروق في التنشيط بين أدمغة خبراء الذاكرة ومجموعة ضابطة، إلا أن هذه الفروق ترجع إلى استخدام تقنيات مكانية لتشكيل هياكل استرجاع، وليست بسبب وجود أي اختلافات هيكلية في الدماغ.

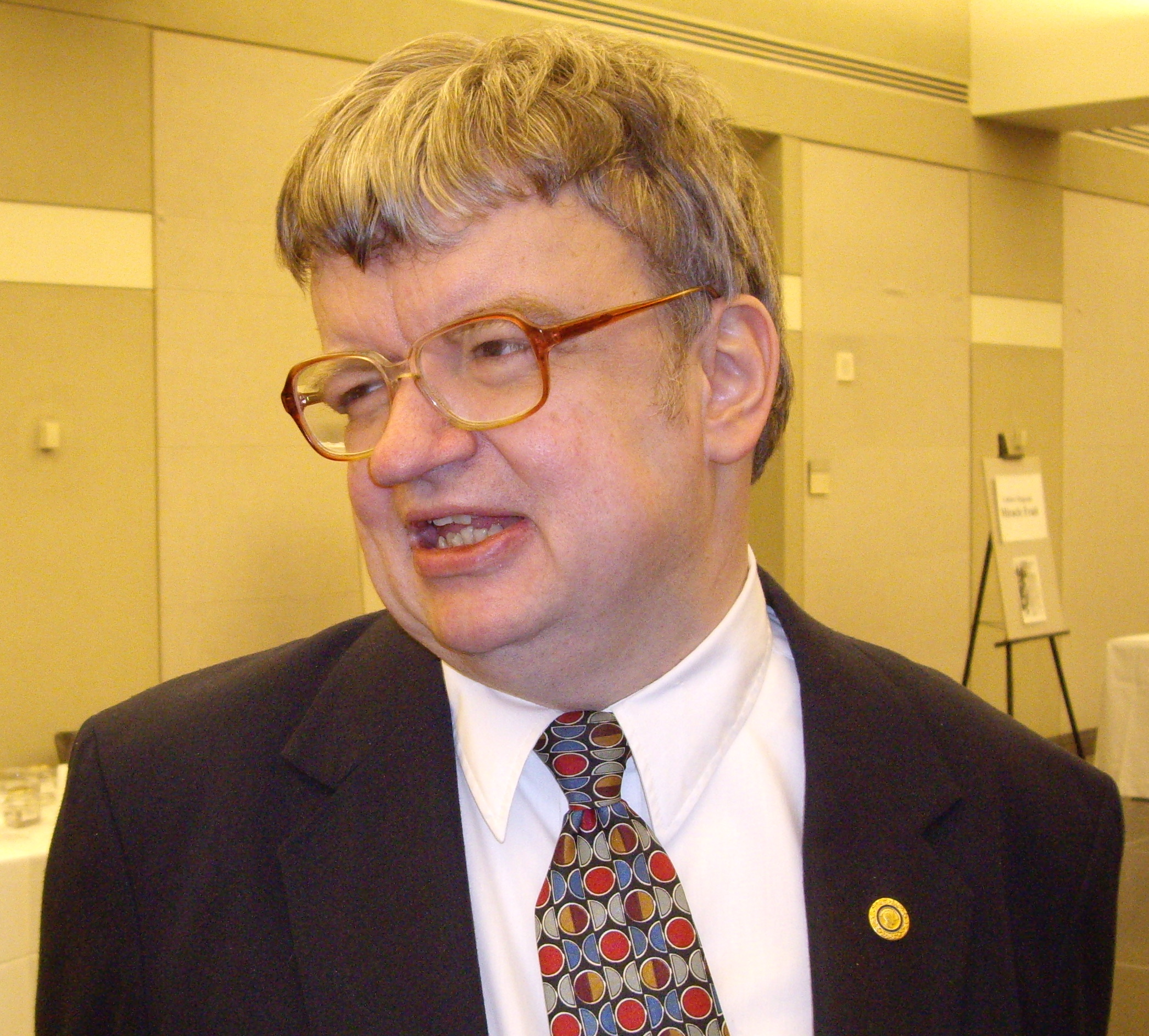
كيم بيك (1951-2009) كان يتمتع بذاكرة استثنائية، وهو مصدر الإلهام لشخصية ريموند في فيلم رجل المطر

### دليل على أن الذاكرة قدرة فطرية
تعتمد الكثير من الأدلة على التفوق الفطري في الذاكرة على قصص شخصية ولذلك يرفضها العلماء الذين انتقلوا إلى قبول الدراسات القابلة لإعادة الإنتاج فقط بوصفها دليلًا على الأداء النخبوي. ومع ذلك، ثمة استثناءات لا تتماشى مع نظرية الذاكرة الماهرة كما اقترحها تشيس وإريكسون. على سبيل المثال، يعرض الأشخاص ذوو التخيّل المترابط ميزة في الذاكرة للمواد التي تحفز تخيلهم المترابط على مجموعة ضابطة، وتميل هذه الميزة إلى الاحتفاظ بالمعلومات الجديدة بدلاً من التعلم. ومع ذلك، من المرجح أن يكون لدى الأشخاص ذوي التخيّل المترابط بعض الاختلافات الدماغية التي تمنحهم ميزة فطرية عندما يتعلق الأمر بالذاكرة. المجموعة الأخرى التي قد يكون لها بعض مزايا الذاكرة الفطرية هم المتوحدون ذوو متلازمة الموهوب. ولسوء الحظ، فإن العديد منهم الذين قاموا بإنجازات الذاكرة، مثل كيم بيك، ودانيال تاميت، لم تدرس حالتهم بدقة؛ فهم لا يزعمون أنهم بحاجة إلى استخدام استراتيجيات الترميز. وأظهرت دراسة تصوير مقطعي حديثة للأشخاص من ذوي متلازمة الموهوب وجود فروق في التنشيط بينهم وبين الأفراد الذين يتطورون بشكل طبيعي؛ ولا يمكن تفسير هذه الفروق بواسطة طريقة قصر الذاكرة التي لا يمكن استخدامها عادة من قبل أقوياء الذاكرة من ذوي متلازمة الموهوب لأغراض الذاكرة. فقد قام ذوو متلازمة الموهوب بتنشيط مناطق الفص القذالي السفلي الأيمن من دماغهم، بينما قام المشاركون الضابطون بتنشيط المنطقة الجدارية اليسرى والتي ترتبط عمومًا بعمليات الانتباه.

## مشاهير أقوياء الذاكرة
- فيمي فرانسيس أكينسيكو[الإنجليزية].
- يانجا وينترزول[الإنجليزية]: حقق رقم قياسي عالمي مزدوج وحاصل على لقب بطل الذاكرة.[15]
- ديرين براون[الإنجليزية].
- كريتون كارفيلو[الإنجليزية].
- دومينيك أوبراين: بطل العالم للذاكرة ثمان مرات (1991، 1993، 1995-1997، 1999-2001).[16]
- بن بريدمور[الإنجليزية]: بطل العالم للذاكرة ثلاث مرات (2004، 2008-2009).[16]
- هاري لورين.
- إدوارد سيريل دي هولت لاستون[الإنجليزية].
- راجان ماهاديفان[الإنجليزية].
- كيم بيك، مصدر الإلهام لشخصية ريموند في فيلم رجل المطر.
- شاس بولاك[الإنجليزية].
- إس في. شيريشيفسكي[الإنجليزية].
- دانيال تاميت.
- إد كوك:مؤلف وحاصل على لقب سيد الذاكرة الكبرى[الإنجليزية].
- وانغ فنغ: بطل العالم للذاكرة مرتين (2010-2011).[16]
- يوهانس مالو[الإنجليزية]: بطل العالم للذاكرة (2012).[16]
- جوناس فون إيسن[الإنجليزية]: بطل العالم للذاكرة مرتين (2013-2014).[16]
- أليكس مولين: بطل العالم للذاكرة ثلاث مرات (2015–2017).[16]
- نيلسون ديليس: بطل بطولة الولايات المتحدة الأمريكية للذاكرة[الإنجليزية] خمس مرات (2011-2012، 2014-2015، 2021).[17]
- جوشوا فوير[الإنجليزية]: مؤلف وبطل ذاكرة الولايات المتحدة الأمريكية (2006).[17]
- راد ويليامز[الإنجليزية].
- ديف فارو[الإنجليزية]: يحفظ معظم أوراق اللعب في الذاكرة بعد مشاهدة واحدة، مع 59 مجموعة.[18]
- شرمان إن إل[الإنجليزية]، جمهورية الهند.
- آرون فوك[الإنجليزية]، أورنك آباد، ماهاراشترا.
- نيدب فورا[الإنجليزية]، أبلتا[الإنجليزية]، كجرات، خبير ذاكرة، وعالم نفسي.
- موشيه فينشتاين[الإنجليزية]، حاخام بارز.[19]

تحتوي رياضة الذاكرة على قائمة أكثر شمولاً من الرياضيين المعروفين. يمكن العثور على التصنيفات العالمية للذاكرة الكاملة والمحدثة على موقع الرابطة الدولية للذاكرة.

## مقالات ذات صلة
- فونيس قوي الذاكرة (قصة قصيرة)[الإنجليزية]
- حفظ القرآن
- فرط التذكر
- حساب عقلي[الإنجليزية]
- رياضة الذاكرة
- شاس بولاك[الإنجليزية]
- اضطراب تذكر الماضي